# Domningia
Domningia — викопний рід ссавців, який існував у Індії в період міоцену. Він названий на честь Деріла Домнінга, спеціаліста з сирен.